# 姿三四郎
『姿三四郎』（すがたさんしろう）は、富田常雄の長編小説。

## 概要
柔道創成前後の明治時代を背景に、実在の人物をモデルとした柔術家・柔道家および実在の政治家ら（谷干城、伊藤博文、井上馨など）をおりまぜた登場人物により、さまざまな人間模様、柔術・柔道等の戦い、歴史的事件をとりまく人々などを描く。
主人公の姿三四郎は会津に生まれ、明治15年、17歳で上京した。これは実在の柔道家で講道館四天王の一人、西郷四郎の来歴と全く同じであり、西郷がモデルだと言われる。
また諸説として、他の実在の柔道家でモデルの一人とされ影響を与えたのではないかとされる人物としては、その強さと嘉納治五郎から破門・謹慎を言い渡され後に復帰した経歴の徳三宝や、“姿”という珍しい姓と富田常雄が『姿三四郎』を執筆していたころに学生柔道界の花形として活躍していた姿節雄などの名も挙げられている。
三四郎は学士の矢野正五郎（やはり講道館柔道の創設者、嘉納治五郎がモデル）の柔道場に入門し、天才児と言われた。他の柔術家やボクサー、空手（唐手）家などに勝利しつつ、人間として成長してゆく。得意技は山嵐。良移心当流の柔術家村井半助との試合、右京が原での檜垣源之助との決闘、峰の薬師での檜垣鉄心・源三郎兄弟との決闘、「すぱあら」（ボクシング）のウィリアム・リスターとの他流試合、砲兵工廠・回向院（えこういん）での琉球人の間諜との格闘、西日本を代表する柔術家津久井譲介との格闘などが有名で、峰の薬師の決闘の地には石碑も建てられた。
今日までに多数の映画、テレビドラマ、漫画作品の原作となり、後の柔道を扱った作品に大きな影響を与えている。また、柔道界で小柄でありながら大きな選手を相手に活躍した選手に「三四郎」とニックネームをつけて呼ぶのは、この作品から取ったものである（重量級の山下泰裕などは「三四郎」とは呼ばれない）。
2017年に作者の没50年を迎え、日本では当時の著作権法に基づいて翌2018年元日に著作権が消滅。パブリックドメインとなった。

## 連載形態
1942年9月に錦城出版社から『姿三四郎』が（〈巻雲の章〉から〈碧落（へきらく）の章〉まで）、1944年7月に増進堂から『続・姿三四郎』が（〈すぱあらの章〉から〈一空の章〉まで）出版され、それらの好評のあとを受けて1944年から東京新聞に連載された『柔（やわら）』には、〈不惜の章〉から〈明星の章〉までを、1945年に同紙に掲載した『続・柔』には〈琴の章〉から〈落花の章〉までを含んでいた。それに『姿三四郎』の前史にあたる『明治武魂』（〈生死の章〉までを含む）を加え、今日見られるような形にまとまった。『明治武魂』は1944年に大阪新聞に連載されたものである。

## 全体の構成
- 序の章
- 天狗の章
- 佳人の章
- 生死の章
- 巻雲の章
- 四天王の章
- 流水の章
- 碧落（へきらく）の章
- すぱあらの章
- 愛染（あいぜん）の章
- 有縁（うえん）の章
- 一空の章
- 不惜（ふしゃく）の章
- 鏢（ひょう）の章
- ひとくきの章
- 明星の章
- 琴の章
- 女怨（じょえん）の章
- 落花の章

## 映像化作品

### 映画
- 姿三四郎 （1943年、東宝砧/映画配給社（紅系））監督：黒澤明、主演：藤田進
- 續姿三四郎 （1945年、東宝砧/映画配給社（紅系））監督：黒澤明、主演：藤田進
- 少年姿三四郎 第一部 山岳の決闘 （1954年、東映東京/東映）監督：小林恒夫、主演：波島進
- 少年姿三四郎 第二部 大川端の決闘 （1954年、東映東京/東映）監督：小林恒夫、主演：波島進
- 姿三四郎 第一部 （1955年、東映東京/東映）監督：田中重雄、主演：波島進
- 姿三四郎 第二部（続・姿三四郎） （1955年、東映東京/東映）監督：田中重雄、主演：波島進
- 姿三四郎 （1965年、宝塚映画＝黒澤プロダクション/東宝）監督：内川清一郎、主演：加山雄三
- 姿三四郎 （1970年、松竹）監督：渡辺邦男、主演：竹脇無我
- 姿三四郎 （1977年、東宝）監督：岡本喜八、主演：三浦友和

### テレビドラマ
- 姿三四郎 （1957年11月 - 1958年6月、KRテレビ系列（現：TBS系列）、全32回）主演：牧真介
- 浪曲ドラマ 姿三四郎 （1962年4月、NHK総合、全4回）、主演：舟橋元
- 姿三四郎 （1963年11月 - 1964年5月、フジテレビ系列、全26回）主演：倉丘伸太郎
- 姿三四郎 （1970年1月 - 9月、日本テレビ系列、全26回+総集編1回）主演：竹脇無我
- 土曜グランドドラマ 姿三四郎 （1978年10月 - 1979年3月、日本テレビ系列、全26回）主演：勝野洋
- 愛と青春のドラマスペシャル 姿三四郎 （2007年12月6日、テレビ東京系列、全1回）主演：加藤成亮（NEWS）

### テレビアニメ
- 日生ファミリースペシャル 姿三四郎 （1981年6月8日、フジテレビ系列、全1回）

| 【声の出演】 - 姿三四郎 - 西城秀樹 - 矢野正五郎 - 野沢那智 - 村井半助 - 宮川洋一 - 村井乙美 - 岩崎良美 - 檜垣源之助 - 大塚周夫 - 夏目金之助 - 富山敬 - 門馬三郎 - 加藤修 - 南小路高子 - 吉田理保子 - ナレーター - 三遊亭円丈 | 【スタッフ】 - 演出：三家本泰美 - 製作：藤岡豊 - 原作：富田常雄 - 脚本：神波史男、大原清秀 - キャラクターデザイン：モンキー・パンチ - 作画監督：友永和秀 - 美術監督：松宮清純 - 編集：鶴渕允寿 - 音楽：TALIZMAN - 主題歌：TALIZMAN「シーズン」 - 挿入歌：TALIZMAN「忘れられない季節」 - 制作：東京ムービー新社 |
- 住友生命 青春アニメ全集 日本名作文学 姿三四郎 （1986年10月、日本テレビ系列、全3回）

| 【声の出演】 - 姿三四郎 - 井上和彦 - 乙美 - 山本百合子 - 檜垣源之助 - 池田秀一 - 矢野正五郎 - 前田昌明 - 山本半助 - 山内雅人 - ナレーター - 木内みどり | 【スタッフ】 - 製作：本橋浩一 - 総監督：黒川文男 - 原作：富田常雄 - 脚本：宮崎晃 - 美術監督：川本征平 - キャラクターデザイン：ちばてつや - キャラクター監修：森康二 - エンディングイラスト：林静一 - 音楽：島津秀雄 - 主題歌：ダ・カーポ「青春は舟」「ため息」 - 制作： 日本アニメーション、電通大阪支社、日本テレビ |

### 漫画
- 「少年姿三四郎」作者：富永一朗 （1954年 − 1955年、全5巻、発行：きんらん社） ※1954年の東映映画「少年姿三四郎」とのタイアップ企画
- 「姿三四郎」作者：奥田邦夫 （「少年画報」 1970年4号 − 8号に連載） ※竹脇無我主演のテレビドラマ「姿三四郎」とのタイアップ企画
- 「姿三四郎」作者：みなもと太郎 （1972年「週刊少年マガジン」に連載）
- 「姿三四郎」作者：本宮ひろ志 （1976年 - 1977年「週刊少年マガジン」に連載）
- 「風の柔士」作者：真船一雄 （2002年「週刊少年マガジン」に連載） ※主人公（矢野浩）は三四郎の師匠の矢野正五郎

## 「三四郎」と呼ばれた柔道家
- 木村政彦：作者の富田常雄は、「木村の前に木村無く、木村の後に木村無し」とその強さを称賛している。
- 小崎甲子：「女三四郎」。大日本武徳会、講道館からそれぞれ女性として初めて段位を授与され、明治以降の近代柔道において女性として初めて黒帯を許された人物。[6][7]
- 岡野功：「昭和の三四郎」。中量級の世界王者が、体重無差別の全日本選手権で重量級を破り二度も優勝した[8]。
- 山口香：「女三四郎」。日本の女子柔道の中興の祖ともいえる存在[9]。
- 古賀稔彦：怪我に耐えつつ五輪金メダルを獲得した偉業や、豪快な背負い投げを得意としたことから「平成の三四郎」と称えられた[10][11][12]。
- 野村忠宏：アジア人初の五輪三連覇の偉業や、華麗な背負い投げが得意であったことから、古賀稔彦と同様「平成の三四郎」と称された。ただ多くの場合、「平成の三四郎」は古賀を指す。
- 村尾三四郎：名前になぞらえて「令和の三四郎」と称される[13]。「三四郎」という名前は「生粋の日本人に育つように」との両親による願いから名付けられた[14]。

### 派生創作物とその登場人物
姿三四郎と、そのモデルとなった実在人物西郷四郎の伝説的強さにあやかり、柔道やそれに関する格闘技を題材とした創作物のタイトル名やその登場人物、及びそのパロディ創作物の登場人物の名称に三四郎が使用されることも多い。
- 『銀座三四郎』（『姿三四郎』原作者の富田常雄の原案による1950年公開の柔道映画。）
- 『紅三四郎』の主人公・紅三四郎。
- 『1・2の三四郎 』『1・2の三四郎 2 』『格闘探偵団 』の主人公・東三四郎。
- 『プラレス3四郎 』の主人公・素形3四郎。
- 『花のSANSHIRO』の主人公・里中三四郎。
- 『三四郎2（さんしろうのじじょう）』のヒロイン・姿三四郎と、男主人公・豊臣三四郎。但し今作では柔道家・柔術家ではなく拳法家の家系の設定。作者きくち正太の次作の柔道漫画『そばっかす!』には、山嵐を修得する主人公・日乃本一と、その師匠人物「戦前の女三四郎」山崎甲子(モデル・小崎甲子)が登場する。
- 『俺の空』「三四郎編」の主人公・安田三四郎。
- 『新・コータローまかりとおる! 柔道編』の準主人公・西郷三四郎。
- 『軍鶏』「グランドクロス編」の登場人物・吉岡代悟の異名「平成の三四郎」。また、吉岡と同チームとなり共に異種格闘技戦を戦うブラジリアン柔術家 ファビオ・マルコス・サンシロオ。
- 漫画『蒼天の拳』の主人公・霞拳志郎の名は姿三四郎に由来している。
- 『つぶやき三四郎〜一本なう！〜』の主人公・夏目三四郎。

### テレビCM
- せがた三四郎　セガのゲーム機である「セガサターン」のCMとして、三四郎をモチーフにしたイメージキャラクターを藤岡弘、が演じた。